# Gallileous
Gallileous ist eine 1991 gegründete Band aus Wodzisław Śląski, deren Stil sich vom Funeral Doom über Death Doom zum Stoner-Doom und -Rock entwickelte.

## Geschichte
Die Band wurde 1991 als Fortführung der Gruppe Meat formiert und nach wenigen erfolglosen Aufnahmen 1995 aufgelöst. Tomasz „Stona“ Stoński, Mirosław „Mirek“ Cichy und Krzysztof „Wino“ Winkler nahmen den Bandnamen 2006 erneut auf und spielten im Jahr 2008 in einer neuen Konstellation ihr Debüt Ego Sum Censore Deuum für das Label Foreshadow Productions ein. Das Debüt stieß auf gemischte internationale Resonanz. Für Rainer Janaschke von Musikansich taugte das Album „eigentlich nur als Bierdeckelunterlage!“ Mike Tüllmann bemängelte für Terrorverlag, dass das „auf Dauer recht einseitig“ und „sehr mies und dumpf produziert“ sei. Ähnlich urteilte Jan Müller für Metal1.info. Über Ego Sum Censore Deuum schrieb er, dass „der von zähtriefender Musik nie genug bekommende Doomer […] sich sicher“ freue, er sich selbst „für das nächste Mal etwas mehr Differenz in den einzelnen Songs“ erhoffe. So sei das Album „[n]ett für zwischendurch, für die nachhaltige Empfehlung fehlt aber noch etwas.“ Für Powermetal.de schrieb Walter Scheurer hingegen es sei „ein Paradebeispiel für Funeral Doom ab, dem man sich einfach nicht entziehen“ könne. Chris Papadakis empfahl das Album für Doom-Metal.com-Anhängern von frühen Katatonia und Paragon of Beauty und mutmaßte, dass eine prominentere Position der in den Hintergrund gemischten Gitarrenspuren der Band eine größere Anerkennung beschert hätte. Andreas Stappert vom Rock Hard bezeichnete die Musik in einer positiven Besprechung als „Bathory meets Funeral-Doom“.
Nach 2006 verblieb aus der Ur-Konstellation der Gruppe ausschließlich Tomasz „Stona“ Stoński und nach den gering beachteten Veröffentlichungen über Redrum 666, einer zumeist durchschnittlich gewerteten EP unter dem Titel Equideus 2009 und einem Split-Album unter dem Titel Unveiling the Signs mit Pantheist, Dissolving of Prodigy, Wijlen Wij und Kostas Panagiotou 2010, änderte die Gruppe ihre Bandkonstellation erneut und variierte damit einhergehend ihren Stil. Necrocosmos wurde 2014 über Epidemie Records veröffentlicht und von Rezensenten unterschiedlich aufgenommen. Während Vitus-Frank von Zware Metalen das Album als „nur in Rauschzuständen zu ertragen“ verurteilte lobte es Frederic Cerfvol für Doom-Metal.com als herausragende Entwicklung, die allerdings sich radikal von den bisherigen Veröffentlichungen der Gruppe unterscheide.

„I’m very curious what will be the response to Necrocosmos from past fans, but I for one surely love it.“

„Ich bin sehr gespannt, wie die Reaktionen alter Fans der Band auf Necrocosmos aussehen werden, aber ich jedenfalls liebe es.“

Den so eingeschlagenen neuen Stil behielt die Gruppe fortan bei und nuancierte diesen auch auf den weiteren Veröffentlichungen, die anhaltend im Selbstverlag oder über Epidemie Records vertrieben wurden. Die Titel der frühen Phase wurden fortlaufend aus dem Auftrittsprogramm der Gruppe entfernt, derweil der Name bestehen blieb. Anna Maria Beata Pawlus-Szczypior, die 2015 als Sängerin die Gruppe ergänzte ordnete den Funeral und Death Doom als abgeschlossenes Kapitel der Bandhistorie ein, dass zwar als Werdegang relevant sei, aber mit der Gegenwart der Gruppe nur wenig Berührungspunkte aufweise. Nachkommende Alben wie Voodoom Protonauts, Stereotrip und Moonsoon fielen in der internationalen Rezeption ab. Die Bewertungen blieben derweil durchschnittlich bis positiv.

## Stil
Über die Dauer ihrer aktiven Zeit durchlief die Gruppe nachhaltige musikalische Veränderung. Derweil die Frühphase sich am Funeral Doom unter einem inhaltlichen und musikalischen Einfluss des Black Metal orientierte spielt und die Band Phasenweise einem langsamen Death Doom spielte, nahm sie mit Necrocosmos eine stärkere Wandlung vor und spielte Stoner Doom der später im Stoner Rock mündete. Das Webzine Doom-Metal.com wertet das Demo Doomsday aus dem Jahr 1992 als „eine der frühesten Beispiele für Funeral Doom, das zwischen den dunkelsten Klängen von Bethlehem, Thergothon und Worship liegt.“ Die jüngeren Veröffentlichungen der Band entsprächen einer „reichlich entspannten und melodischen Mischung aus Stoner, Doom und Psychedelic Rock, die in die neue Welle der Retro-Sabbath-Doom-Bands“ passe.

## Diskografie
- 1992: Doomsday (Demo, Selbstverlag)
- 1994: Passio Et Mors… (Demo, Selbstverlag)
- 2008: Unholy Grail (Single, Selbstverlag)
- 2008: Ego Sum Censore Deuum (Album, Foreshadow Productions)
- 2009: Equideus (EP, Redrum 666)
- 2010: Unveiling the Signs (Split-Album mit Pantheist, Dissolving of Prodigy, Wijlen Wij und Kostas Panagiotou, Redrum 666)
- 2013: Necrocosmos (Single, Selbstverlag)
- 2014: Necrocosmos (Album, Epidemie Records)
- 2014: Yeti Scalp (Album, Selbstverlag)
- 2014: Voodoom Protonauts (Album, Epidemie Records)
- 2017: Stereotrip (Album, Selbstverlag)
- 2019: Moonsoon (Album, Selbstverlag)
- 2021: Fosforos (Album, Prog Metal Rock Promotion)